# Bürgerbräukeller

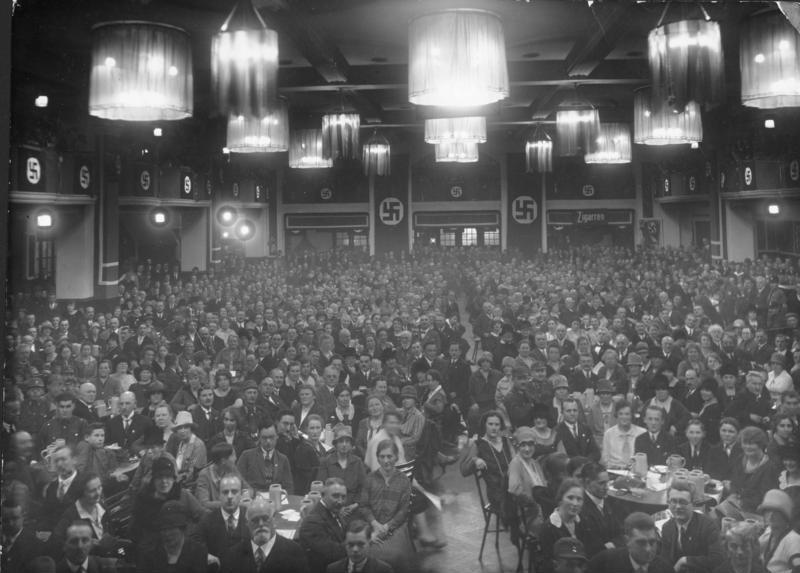
NSDAP-Versammlung im Bürgerbräukeller, ca. 1923

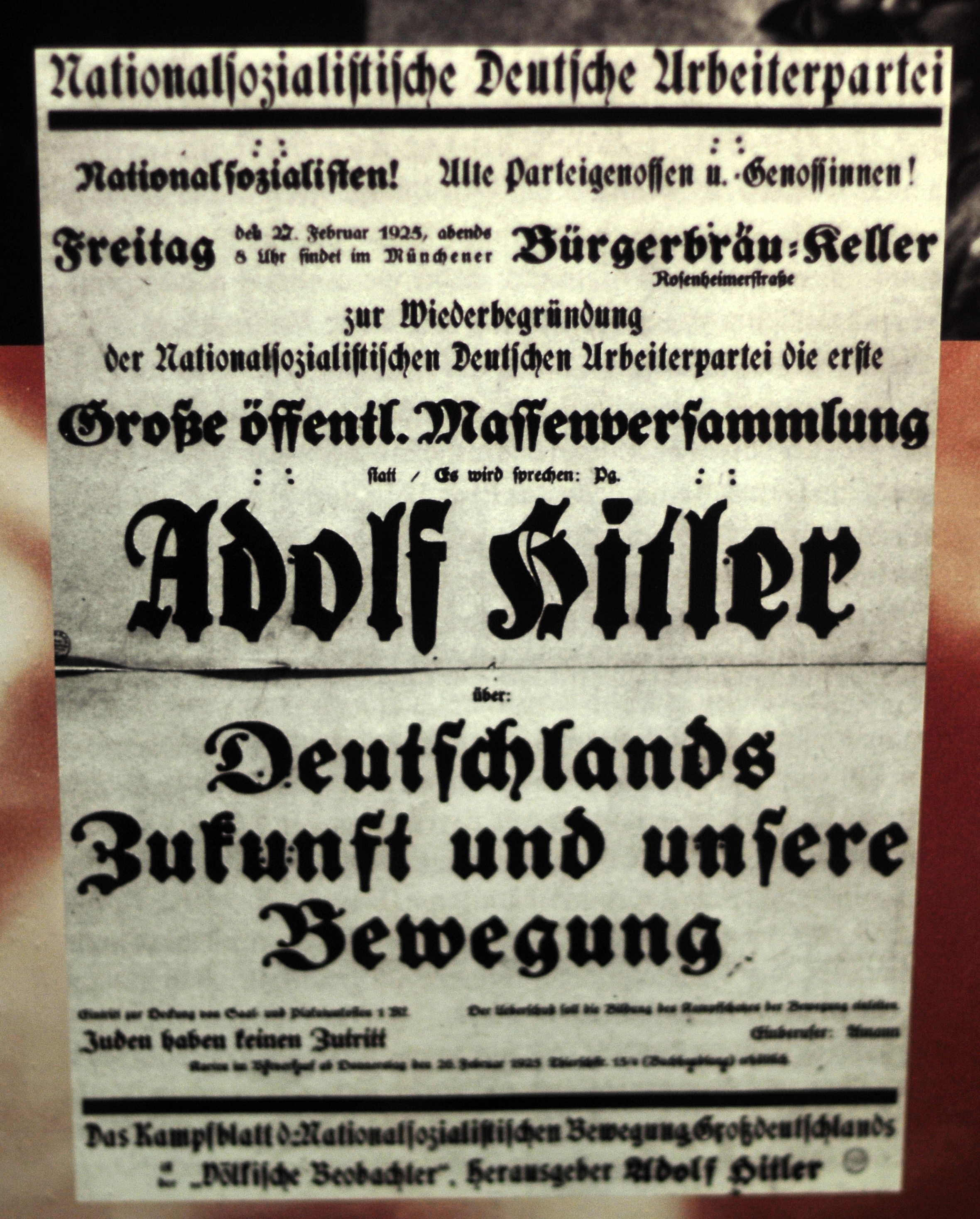
Plakat: „Wiederbegründung“ der NSDAP mit Hitler als Redner, 27. Februar 1925, einen Tag nach der Neugründung der Partei

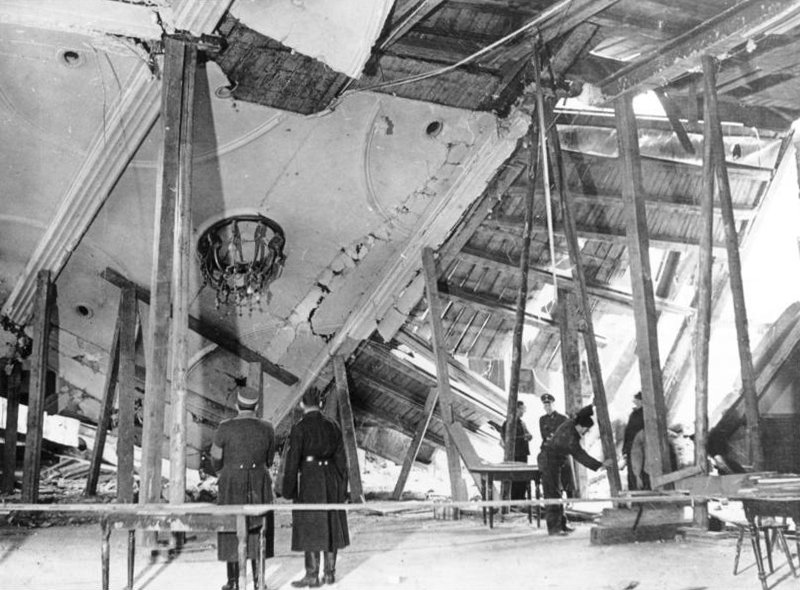
Der Bürgerbräukeller nach den ersten Aufräumarbeiten am 9. November 1939

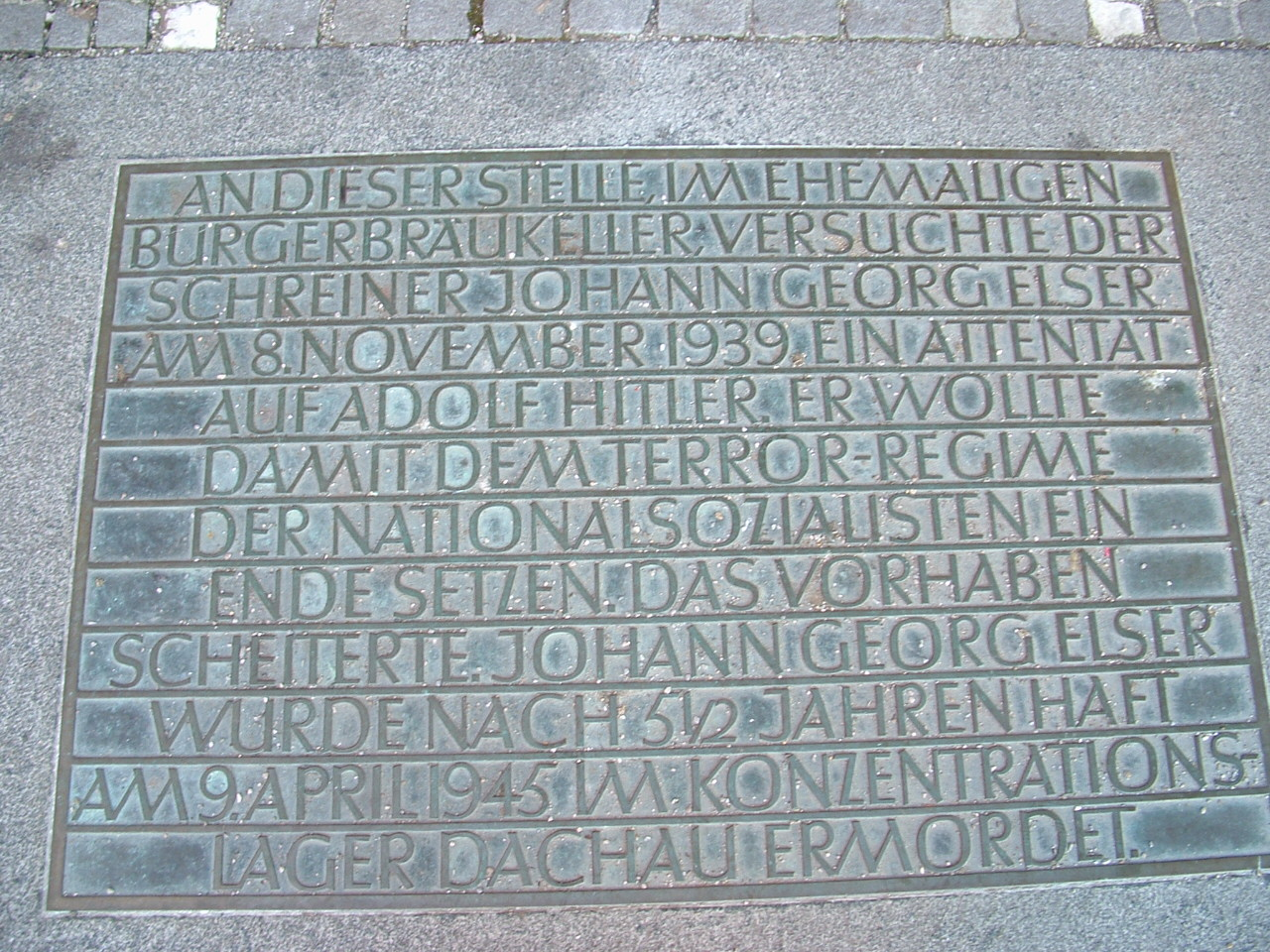
Bodengedenktafel für Georg Elser an der Stelle, an der die Säule mit Bombe stand

Der Bürgerbräukeller war zwischen 1885 und 1979 ein Gasthauskeller in München. Es handelte sich um eine Großschankstätte der Aktiengesellschaft Bürgerliches Brauhaus München bzw. nach einer Fusion der Löwenbräu AG. Das Gebäude lag in der Rosenheimer Straße im Stadtteil Haidhausen hinter dem heutigen Kulturzentrum Gasteig. Heute befindet sich auf dem Grundstück das Hilton München City Hotel von Hilton Worldwide sowie die Hauptverwaltung der GEMA, wo eine Gedenktafel an Georg Elser erinnert.
Die Gaststätte bot 1.830 Personen Platz und war ein beliebter Ort politischer Veranstaltungen während der Weimarer Republik. Der Bürgerbräukeller befand sich zu dieser Zeit im Besitz der Löwenbrauerei unter dem Wirt Korbinian Reindl.
Am 8. November 1923 hielt der bayerische Generalstaatskommissar Gustav von Kahr in dem völlig überfüllten Saal eine Großveranstaltung ab, die von Adolf Hitler, Erich Ludendorff, Hermann Göring und weiteren Nationalsozialisten gestürmt wurde. Hier begann am frühen Morgen des 9. November 1923 der Marsch auf die Feldherrnhalle – der gescheiterte Hitlerputsch. Dieser wird deshalb auch „Bürgerbräu-Putsch“ genannt und ist in der englischsprachigen Welt als Beer Hall Putsch bzw. auf Französisch als putsch de la Brasserie bekannt.
Am 27. Februar 1925 erfolgte hier die Wiedergründung der infolge des Putschversuchs verbotenen NSDAP, wobei Hitler eine kämpferische Rede hielt, in der er das rücksichtslose Vorgehen gegen alle Feinde der NSDAP ankündigte. Am 25. April 1928 kam Reichsaußenminister Gustav Stresemann hierher, um im Reichstagswahlkampf als Spitzenkandidat der DVP eine Rede zu halten. Er wurde eineinhalb Stunden lang von NSDAP-Anhängern unter Führung von Hermann Esser niedergeschrien, bis die Polizei die Versammlung schließen ließ.
Ab 1933, immer zum 8. November, hielt Hitler im Bürgerbräukeller vor Teilnehmern des Putschversuches eine Rede. Am 8. November 1939 entging er hier nur knapp einem Attentat von Georg Elser, der eine Zeitbombe in die Säule hinter dem Rednerpult eingebaut hatte. Er hatte den Zünder auf 21:20 Uhr eingestellt. An diesem Abend begann die Veranstaltung kriegsbedingt früher als sonst, sodass Hitler bereits um 21 Uhr seine Rede beendete und sieben Minuten später den Saal Richtung Hauptbahnhof verließ, wo ein Sonderzug nach Berlin auf ihn wartete. Als die Bombe um 21:20 Uhr explodierte, starben sieben NSDAP-Mitglieder und eine Kellnerin; mehr als 60 Personen wurden verletzt.
Hitler begutachtete den schwer beschädigten Keller wenig später. Die Schäden wurden beseitigt. Trotzdem wurde ab 1940 der alljährliche Auftritt Hitlers in den Löwenbräukeller am Stiglmaierplatz verlagert.
Der Bürgerbräukeller wurde bis Kriegsende 1945 als Lebensmittellager und anschließend als Kantine der US-Armee genutzt. 1958 eröffnete man ihn wieder als Großgaststätte und Veranstaltungsort. Der gesamte Komplex wurde 1979 zugunsten von Neubauten abgerissen, wie wenige Jahre zuvor die Baulichkeiten des gegenüberliegenden Münchner-Kindl-Kellers und einige Jahre später die wenige hundert Meter weiter gelegenen Brauereianlagen des Hofbräu.